# Église Saint-Martin de Landricourt
L'église Saint-Martin de Landricourt est une église située à Landricourt, en France.

## Localisation
L'église est située sur la commune de Landricourt, dans le département de l'Aisne.